# 양의 노래
《양의 노래》(일본어: 羊のうた)은 토우메 케이가 그린 만화로서, 일본의 월간 만화잡지 코믹 버거 1996년 1월호에 연재를 시작해서, 코믹 버즈 2002년 11월호까지 연재되었다. 총 7권의 단행본으로도 나왔다.
작가의 작품으로선 드물게 실사 영화, OVA, 드라마 시디로도 미디어 믹스되어 간행되었다. 참고로 제목은 나카하라 츄야의 시 제목에서 따왔다고 한다.

## 줄거리
어릴 적에 모친을 여읜 타카시로 카즈나는 아버지의 친구인 고다 부부에게 맡겨졌다. 그 후, 카즈나는 아버지를 만나는 일 없이 고다 부부 아래에서 자라, 고교생이 된 지금은 정식으로 고다 부부의 양자가 된다고 하는 이야기도 있다. 어렸을 적의 꿈을 자주 보게 된 것을 빼면, 카즈나는 특별히 변화가 없는 매우 평범한 고교 생활을 보내고 있었다.
그러던 어느 날, 카즈나는 동급생 야에가시 요우의 팔에 흐르는 피를 보다가, 이상한 감각과 맞닥뜨리게 된다. 그리고 , 그 감각에 이끌리듯이 예전에 부모님과 살고 있었던 집을 방문해 친누나인 타카시로 치즈나와 재회한다.
거기서 카즈나는 아버지의 죽음을 듣고, 타카시로 가문의〈병〉에 대해 듣는다. 그 병의 증상은 흡혈귀처럼 발작적으로 타인의 피를 갖고 싶어져, 이성을 잃고 타인을 덮친다고 하는 희귀병이며, 치즈나 자신도 그 병에 시달리고 있었다. 이 병은 카즈나에도 발병할 가능성이 있지만, 남자는 발병할 확률이 낮기 때문에, 아버지에 의해 고다 부부한테 맡겨져 있었다고 한다.
하지만, 이미 카즈나는 발병한 것을 느끼고 있었다. 카즈나는 다시 치즈나를 찾아가 그것을 털어 놓는다. 치즈나는 카즈나에 발작을 멈추는 약을 건네주지만, 변화를 인정하는 것을 무서워하는 카즈나는 그 약을 마시려고 하지 않는다. 그것을 본 치즈나는, 자신의 손목을 긋고 카즈나에게 피를 준다.
자살한 아버지를 그리워하며 타인을 멀리하며 사는 치즈나와 소중한 사람들을 지키기 위해 타인을 멀리하려 하는 카즈나. 이윽고 두 사람은 끌리듯이 동거 생활을 시작한다,

## 캐릭터
- 타카시로 카즈나(高城 一砂) : 고등학교 1학년생이다. 어머니가 어렸을 적에 죽었기 때문에, 아버지의 친구인 고다 부부 아래서 자란다.
- 타카시로 치즈나(高城 千砂) : 고등학교 2학년생이다. 어릴 적부터 타카시로 집안에 내려오는 유전병에 걸려 있어 아버지와 같이 지낸다. 검은색 긴 머리의 모습이 아름다운 여성이다. 유전병과는 별도로 선천적으로 심장이 약하고, 발작을 억제하는 약이 그것을 더욱 악화시키고 있다.
- 야에가시 요우(八重樫 葉) : 카즈나와 같은 학년의 여고생이다. 미술부 소속이다. 머리카락을 스스로 자를 정도로 몸치장에 흥미가 없고, 잘 웃지 않는다. 카즈나와 서로 좋아하는 듯하지만, 확실히 깨닫고 있지는 않다.
- 미나세(水無瀬) : 치즈나의 소꿉친구인 의사다. 치즈나보다 11살 위이며, 치즈나와는 고등학생 때부터 알게 되어, 10년 이상 진짜 오빠처럼 지내 왔다. 왼쪽 눈에 치즈나가 입힌 큰 상처가 있다. 현재는 보호자로서, 또한 의사로서 치즈나를 돌보고 있다.
- 고다 나쯔코(江田夏子) : 카즈나를 엄마처럼 길러 온 여성이다. 나이는 30~40대 사이로 추정된다. 예전에는 아이는 필요없다고 하는 생각이었지만, 최근에 그 심경에 변화가 생기고 있다.
- 키노시타(木の下) : 카즈나의 중학생 시절부터의 친구. 홀어머니와 형, 누나가 있으며, 이 형과 누나는 예스터데이를 노래하며에도 등장한다.

## 단행본
- 지음: 토우메 케이
- 번역: 서현아
- 출간: 학산문화사

1. 양의 노래 1권 - 2000년 11월 28일(ISBN 978-8952905420)
2. 양의 노래 2권 - 2000년 12월 11일(ISBN 978-8952905994)
3. 양의 노래 3권 - 2001년 1월 8일(ISBN 978-8952906984)
4. 양의 노래 4권 - 2001년 1월 20일(ISBN 978-8952907561)
5. 양의 노래 5권 - 2001년 6월 1일(ISBN 978-8952912817)
6. 양의 노래 6권 - 2002년 11월 29일(ISBN 978-8952924063)
7. 양의 노래 7권 - 2003년 10월 8일(ISBN 978-8952925350)

]